# اندوه تازه‌مادران

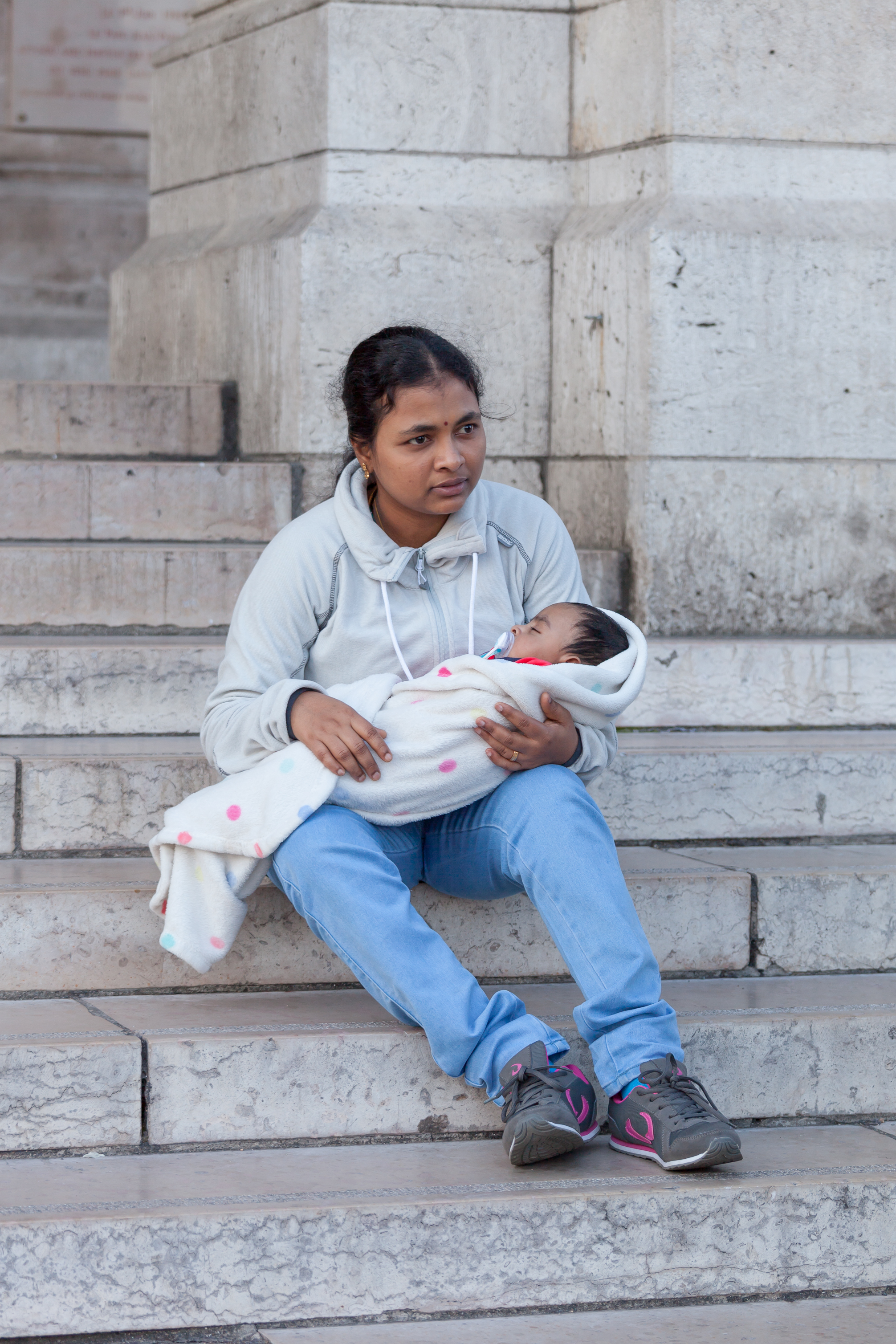
مادر و فرزند

اندوه تازه‌مادران (انگلیسی: Maternity blues) که به نام‌های غم تولد نوزاد و غم و اندوه پس از زایمان نیز شناخته می‌شود، حالت و دوره‌ای گذرا بعد از زایمان است که در حدود ۷۵ تا ۸۰ درصد مادران، آن را بعد از تولد نوزادشان تجربه می‌کنند. این تجربه یا پیشامد دارای علائمی شامل نوسانات خلقی، گریان بودن، اضطراب و برخی از علائم افسردگی است. اندوه پس از زایمان با افسردگی پس از زایمان فرق دارد، مگر اینکه به شکلی غیرعادی شدید باشد.

## علائم
- گریه‌های ناگهانی
- نوسانات خلقی
- اضطراب و حساس بودن در برابر انتقاد
- خلق پایین و کج‌خلقی
- دودلی و نداشتن تمرکز
- نداشتن پیوند عاطفی با نوزاد
- بی‌قراری و بی‌خوابی

## دلایل
با خروج جفت از بدن مادر، ترشح هورمون‌های وابسته به جفت که باعث تغییرات بسیار زیادی در سطح هورمون‌های بدن بودند بسیار کاهش می‌یابد و در واقع قطع می‌شود و بدن مادر ممکن است به دلیل محرومیت از سطح بالای هورمون‌های استروژن، پروژسترون و اندروفین که در طول بارداری در بدنش وجود داشت مبتلا به یک سری علائم کند. در کنار این تغییرات در سطح هورمون‌ها، خستگی و فرسودگی ذهنی و عاطفی، همچنین کمبود خوابی که برای والدین یک نوزاد معمول است نیز وجود دارد و همهٔ این فاکتورها در عارضهٔ اندوه مادرانه نقش دارند. 
همچنین طبیعی است که چند هفته طول بکشد تا تخمدان‌ها که عملاً در شش ماه آخر بارداری غیرفعال بوده‌اند، شروع به تولید هورمون‌ها به اندازهٔ سطح نرمال قبل از بارداری کنند. 
این عارضه همچنین ممکن است با اختلالات تیروئید ارتباط داشته باشد. احتمال ارتباط این عارضه با سروتونین نیز مطرح شده‌است.  

## سرخوشی مادرانه
برخی زنان به جای اندوه مادرانه، سرخوشی مادرانه، یعنی احساس وجد و شعف افراطی و غیرمنطقی (شکلی خفیف تا شدید از شیدایی) را تجربه می‌کنند. این علائم می‌تواند گاهی جرقهٔ شروع یک افسردگی معلق‌مانده مثل افسردگی پس از زایمان یا روان‌پریشی پس از زایمان را بزنند. 

## منبع
- مشارکت‌کنندگان ویکی‌پدیا. «Maternity blues». در دانشنامهٔ ویکی‌پدیای انگلیسی، بازبینی‌شده در ۵ اوت ۲۰۱۷.